# Euphrasia pectinata
Euphrasia pectinata är en snyltrotsväxtart. Euphrasia pectinata ingår i släktet ögontröster, och familjen snyltrotsväxter.

## Underarter
Arten delas in i följande underarter:
- E. p. pectinata
- E. p. sichuanica
- E. p. simplex
- E. p. obtusiserrata